# Mordechai M. Kaplan

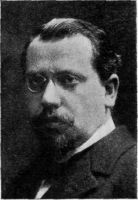
Mordechai M. Kaplan

Mordechai M. Kaplan (Mordecai M. = Mordecai Menahem Kaplan; geboren 11. Juni 1881 in Švenčionys, Russisches Kaiserreich, heute Litauen; gestorben 8. November 1983 in New York) war ein US-amerikanischer Rabbiner, Philosoph und Begründer des jüdischen Rekonstruktionismus in den USA.

## Leben
Mordechai Kaplan, der seit 1889 in den USA lebte, wuchs in einem orthodoxen Umfeld auf, studierte und lehrte später aber am konservativen Jewish Theological Seminary in New York (Lehrtätigkeit [mit kurzen Unterbrechungen] dort von 1909 bis 1963).
Unter dem Einfluss des Kulturzionismus gründete und leitete er von 1917 bis 1922 das Kulturzentrum der New Yorker Einheitsgemeinde und entwickelte in den 1930er Jahren das Konzept des Rekonstruktionismus. 1934 erschien das diesbezügliche Hauptwerk Judaism as a Civilization; von 1935 an gab er die Zeitschrift The Reconstructionist heraus.
Der Rekonstruktionismus sollte die Nachteile von Reform, Orthodoxie und Konservativem Judentum eliminieren und ihre Vorteile vereinen in einem neuen, eben rekonstruierten Judentum. Kaplan sah das Judentum als eine selbständige religiöse Kultur, die sich zwar der Herkunft aus der Religion verdanke, aber innerhalb einer sich ständig verändernden Welt zur Erneuerung fähig bleiben müsse durch permanente Neuinterpretation, d. i. Rekonstruktion ihrer religiösen Quellen. Die transzendentalen Elemente der jüdischen Religion müssten radikal in die Welt hineingeholt und in einen innerweltlichen Fortschrittsglauben verändert werden (Judaism without Supernaturalism).
Das diese Ideologie reflektierende Gebetbuch Sabbath Prayer Book wurde von der Orthodoxie mit einem Bann belegt, und auch Kaplans Anhänger, wie z. B. der konservative Rabbiner und Philosoph Milton Steinberg oder der existentialistische Philosoph Will Herberg haben Kaplans Evolutionismus schließlich abgelehnt.
Mit seinen zahlreichen Ansätzen zur Erneuerung der jüdischen Religion wurde der Rekonstruktionismus faktisch zur vierten Richtung innerhalb des Judentums. Während diese Richtung von Vertretern der jüdischen Orthodoxie abgelehnt wird, sind einige rekonstruktionistische Gemeinden in der World Union for Progressive Judaism vertreten.

## Schriften (Auswahl)
- Judaism as a Civilization, 1934
- The Meaning of God in Modern Jewish Religion, 1937
- The Future of the American Jew, 1948
- Judaism without Supernaturalism, 1958